# Le Bourguet
Le Bourguet település Franciaországban, Var megyében. Lakosainak száma 47 fő (2022. január 1.). Le Bourguet Castellane, Brenon, Comps-sur-Artuby és Trigance községekkel határos.

## Népesség
A település népességének változása:
| Lakosok száma | 28   | 30   | 31   | 35   | 38   | 41   | 42   | 45   | 47   |
|               | 2013 | 2015 | 2016 | 2017 | 2018 | 2019 | 2020 | 2021 | 2022 |